# نادي الإسكان
نادي الإسكان الرياضي هو فريق كرة قدم عراقي مقره في بغداد، تم تأسيسه عام 2011، يلعب في الدوري العراقي الدرجة الثانية.

## لاعبين مشهورين
- علاء عباس

## روابط خارجية
- نادي الإسكان على Goalzz.com
- أندية العراق - تواريخ التأسيس